# Chrám svatého Michala Archanděla (Príkra)

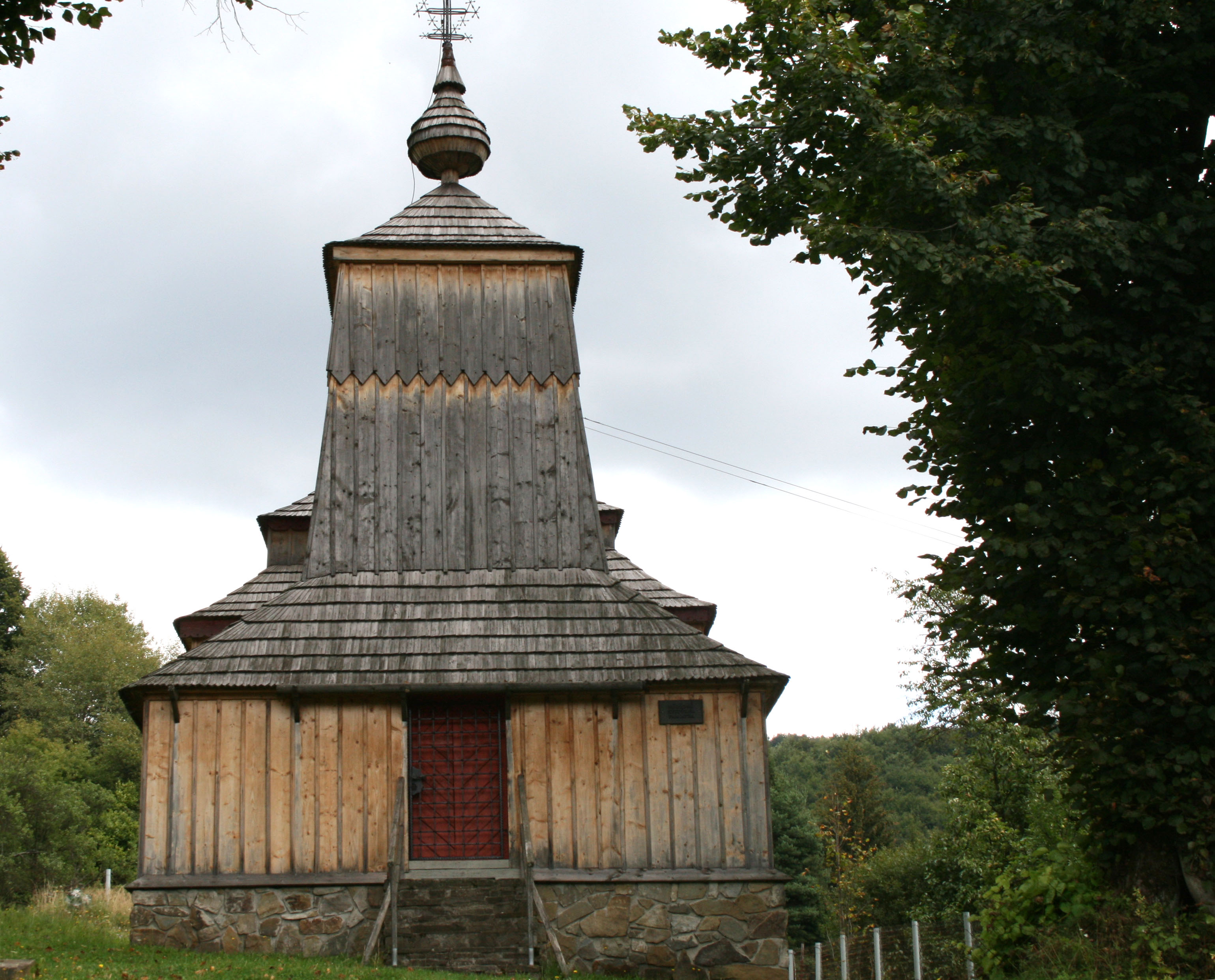
Chrám svatého Michala Archanděla - pohled ze západu.

Chrám svatého Michala archanděla nazývaný i Dřevěná cerkva nebo kostelík je řeckokatolická dřevěná cerkev v obci Príkra. Je národní kulturní památkou od roku 1968.
Chrám byl podle datování na portálu postavený v roce 1777 jako trojdílná srubová stavba, zvenku chráněná vertikálními deskami. Stojí na vyvýšeném kamenném základě, který vyrovnává sklon terénu západním směrem. Vstup do předsíně je ze západní strany. Zvláštním prvkem je překrytí střešních prostorů mezi věží a lodí a mezi lodí a svatyní. Chrám byl rekonstruován v roce 1902 a v letech 1946-1947. Současný vzhled je výsledkem rekonstrukčních prací v letech 2001 - 2002. Součástí interiéru jsou čtyři rokokové svícny z druhé poloviny 18. století.

## Babinec
Předsíň chrámu (Babinec) tvoří podvěží, které je harmonicky včleněno do stavby dřevěného objektu. Samonosná věž a třístupňová, čtyřúhlová jehlanově stříhaná kupole nad svatyní i nad lodí jsou zakončeny malými barokními cibulkami, na kterých jsou umístěny kované kovové kříže. Pyramidální střecha sakrálního objektu i věž jsou pokryty šindelem. Srub i dvě horní patra věže jsou vertikálně opláštěné deskami a lištami.

## Ikonostas
Ikonostas pochází z druhé poloviny 18. století. Je dřevěný, polychromovaný, se čtyřmi řadami ikon a carských dveří, ozdobených řezbou a malbou. Některé ikony jsou ze 17. století.
V první, hlavní řadě ikon, jsou ikony svatého biskupa Mikuláše, patrona východní církve, Bohorodičky Hodegetria, ukazovatelky cesty ve tvaru stojící madony s dítětem sedícím na levé ruce, Ježíšem Kristem Učitelem a sv. archandělem Michalem. Jáhenské dveře nejsou osazeny křídlem. Carské dvoukřídlé dveře obsahují šest medailonů, na nichž jsou čtyři evangelisté a výjevy Zvěstování. Ve druhé řadě ikon jsou vyobrazení hlavních svátků řeckokatolické církve ve středu s ikonou Poslední večeře. Třetí řada tvoří ikony apoštolů ve středu s ikonou Ježíše Krista Pantokratora. Kristus žehná pravicí lidí dobré vůle a nad hlavou má svatozář. Čtvrtá řada sestává z deseti medailonů s vyobrazením proroků. Vrch ikonostasu tvoří ikona Ukřižování. Po stranách jsou postavy Bohorodičky a sv. evangelisty Jana. Je zde i ikona sv.biskupa Mikuláše ze 16. stol. patrona východní církve.
Na oltáři zdobeném zlidovělými rokaji je skříňový bohostánek a ikona Ukřižování. Pozoruhodné jsou ikony Veraikon, údajný otisk Kristovy tváře na plátěném šátku, s vyobrazením sv. Michala, sv. Mikuláše ze 17. století.

## Zvony
Chrám měl původně tři zvony, z toho jeden s hmotností 200 kg. Uherská státní moc v roce 1915 dva zvony, nejmenší a největší, nechala sundat a použila je pro vojenské účely. Dnes jsou ve věži zavěšeny také tři zvony, z toho jeden z roku 1759. Dva zvony byly doplněny v 20. letech 20. století, na které vybrali peníze finanční sbírkou obyvatelé obce.